# 순례의 해
《순례의 해》(프랑스어: Années de pèlerinage)( S.160, S.161, S.162, S.163)는 프란츠 리스트의 피아노 독주 모음곡 3개 세트이다. 《순례의 해》는 리스트의 음악 스타일의 걸작이자 요약으로 널리 간주된다. 3권은 그의 후기 작풍의 예로서 주목할 만하다. 처음 두 권 이후에 잘 구성된 이 곡은 기교가 적고 조화로운 실험을 더 많이 보여준다.

## 모음곡

### 제1권: 스위스
1. 빌헬름 텔의 성당: 스위스 해방 투쟁을 묘사하기 위해 리스트는 쉴러의 모토를 선택했다.
2. 빌렌슈타트 호수: 리스트의 모토는 바이런 경에게서 따왔다.
3. 파스토랄
4. 샘가에서: 리스트의 모토는 프리드리히 쉴러에서 따왔다.
5. 폭풍: 리스트의 캡션은 바이런 경에게서 따왔다.
6. 오베르만의 골짜기 – 스위스를 배경으로 한 에티엔 피베르 드 세낭쿠르의 동명의 소설에서 영감을 받았다.
7. 목가
8. 향수
9. 제네바의 종.

### 제2권: 이탈리아
1. 혼례
2. 생각하는 사람
3. 살바토르 로자의 칸초네타
4. 페트라르카의 소네트 47
5. 페트라르카의 소네트 104
6. 페트라르카의 소네트 123
7. 단테를 읽고: 소나타풍의 환상곡

- 《베네치아와 나폴리》는 2권을 보충하는 작품으로 작곡되었다.

1. 곤돌라 뱃사공의 노래
2. 칸초네
3. 타란텔라

### 제3권
1. 안젤루스! 수호천사에의 기도
2. 에스테 장의 사이프러스 숲 1번
3. 에스테 장의 사이프러스 숲 2번
4. 에스테 장의 분수
5. 슬퍼할 것들, 헝가리 풍으로
6. 장송 행진곡 - 멕시코 황제 막시밀리안 1세를 추억하며
7. 마음을 드높이